# Лойга
Ло́йга — посёлок в Устьянском районе Архангельской области. Является административным центром Лойгинского сельского поселения, в которое, помимо Лойги, входит ещё посёлок Уфтюга.

## Этимология
Название посёлок получил по протекающей к северу от него реки Лойга (приток Киземы (Кизьмы)).

## География
Посёлок расположен в 110 км к западу от Котласа и в 90 км к северо-западу от Великого Устюга.
С 1964 года — посёлок городского типа, а с 2005 года — посёлок сельского типа.

## Население
| 1970  | 1979  | 1989  | 2002  | 2008  | 2010  | 2011  |
| ----- | ----- | ----- | ----- | ----- | ----- | ----- |
| 2862  | ↘2517 | ↘2274 | ↘1682 | ↘1608 | ↘1303 | ↘1297 |
| 2012  |       |       |       |       |       |       |
| ↘1240 |       |       |       |       |       |       |

## Экономика и дороги
Помимо железной дороги русской колеи, в Лойге расположена станция Лойгинской узкоколейной железной дороги, которая на 2005 г. являлась одной из самых протяжённых в бывшем СССР — около 200 км.
Шоссейных дорог с твёрдым покрытием в посёлке нет. Автомобильное движение большую часть года возможно исключительно внутри посёлка — из остальных частей России в Лойгу попасть на автомобиле невозможно, за исключением непродолжительного времени действия автозимников.
В Лойге зарегистрировано ООО «Лойга-Лес», занимающееся заготовками древесины и являющееся основным работодателем в посёлке.

## Уроженцы
- Мишкин, Александр Евгеньевич (Александр Петров)